# 利特爾霍普 (阿拉巴馬州)
利特爾霍普（英語：Little Hope）是一個位於美國阿拉巴馬州比伯縣的非建制地區。該地的面積和人口皆未知。

## 地理
利特爾霍普的座標為33°00′26″N 87°16′57″W / 33.007222°N 87.282500°W，而該地最高點為海拔高度129米（即423英尺）。